# Nasr Eddine Maatougui
Nasr Eddine Maatougui, né le 21 mars 2002, est un coureur cycliste marocain.

## Biographie
En 2022, Nasr Eddine Maatougui est sacré champion du Maroc sur route espoirs,. Il remporte également deux étapes du Tour du Cameroun ainsi que le Trophée de l'Anniversaire. La même année, il représente son pays natal  aux Jeux méditerranéens, aux Jeux de la Solidarité islamique et aux championnats du monde espoirs. 
En 2023, il devient double champion national espoir, dans la course en ligne et le contre-la-montre. Il termine par ailleurs deuxième de la course en ligne des Jeux de la Francophonie, derrière son compatriote Achraf Ed Doghmy.

## Palmarès et résultats

### Par année
- 2021
  - 7e étape du Tour du Faso (contre-la-montre par équipes)
- 2022
  -  Champion du Maroc sur route espoirs
  - 3e et 6e étapes du Tour du Cameroun
  - Trophée de l'Anniversaire
  - 2e du championnat du Maroc du contre-la-montre espoirs
  - 2e du Grand Prix Al Massira
- 2023
  -  Champion du Maroc sur route espoirs[4]
  -  Champion du Maroc du contre-la-montre espoirs
  - 2e du Trophée Princier
  -  Médaillé d'argent de la course en ligne aux Jeux de la Francophonie
- 2024
  - 5e étape du Tour du Nord du Maroc

### Classements mondiaux
| Année                                 | 2022 | 2023 | 2024  |
| ------------------------------------- | ---- | ---- | ----- |
| Classement mondial                    | nc   | 520e | 3000e |
| UCI Africa Tour                       | 21e  | 19e  | nc    |
|                                       |      |      |       |
| Légende : nc = non classéSource : UCI |      |      |       |